# راسلمينيا 33
راسلمينيا 33 (بالإنجليزية: WrestleMania 33)‏ هي النسخة الثالثة والثلاثون من مهرجان الراسلمينيا أنتجته شركة المصارعة العالمية الترفيهية (WWE) وعرضته (PPV) شبكة الدبليو دبليو أي من أورلاندو،فلوريدا ملعب فلوريدا سيتريوس باول في 2 أبريل 2017.

## المباريات
| رقم المباراة | المباراة                                                                                         | شرط المباراة                                          |
| ------------ | ------------------------------------------------------------------------------------------------ | ----------------------------------------------------- |
| 1            | راندي اورتن يهزم براي وايت                                                                       | مباراة على بطولة العالم للدبليو دبليو إي للوزن الثقيل |
| 2            | بروك ليسنر يهزم بيل غولدبيرغ                                                                     | مباراة على لقب دبليو دبليو إي يونيفرسال               |
| 3            | كيفن أوينز يهزم كريس جيريكو                                                                      | مباراة علىبطولة الولايات المتحدة                      |
| 4            | بايلي تهزم ساشا بانكس وشارلوت فلير ونايا جاكس                                                    | مباراة على بطولة سيدات راو                            |
| 5            | جيف هاردي ومات هاردي يهزمون درو هانكينسون وكارل اندرسون وإينزو آموري وكولين كاسادي وسيزارو وشيمس | مباراة على بطولة دبليو دبليو إي راو للفرق             |
| 6            | نعومي نايت تهزم اليكسا بليس وميكي جيمس وبيكي لينش وناتاليا وكارميلا                              | مباراة على بطولة سيدات سماك داون                      |
| 7            | رومان رينز يهزم اندرتيكر                                                                         | مبارة فردية                                           |
| 8            | نيفل يهزم أوستن أرييس                                                                            | مباراة على بطولة الكروز للوزن المتوسط                 |
| 9            | سيث رولينز يهزم تربل إتش                                                                         | مباراة بدون قيود                                      |
| 10           | باتل رويال لتخليد أندريه العملاق                                                                 | الفائز هو موجو راولي                                  |
| 11           | جون سينا ونيكي بيلا يهزمان ذا ميز وماريس اوليت                                                   | مباراة فرق مختلطة                                     |
| 12           | دين امبروز يهزم بارون كوربن                                                                      | مباراة على بطولة دبليو دبليو إي للقارات               |
| 13           | إيه جيه ستايلز يهزم شين مكمان                                                                    | مباراة فردية                                          |

## روابط خارجية
- راسلمينيا 33 على موقع IMDb (الإنجليزية)
- راسلمينيا 33 على موقع قاعدة بيانات الفيلم (الإنجليزية)
- راسلمينيا 33 على موقع كينوبويسك (الروسية)

- الموقع الرسمي